# القرن 22 ق م
القرن 22 ق.م هو القرن الذي امتد من 2200 ق.م حتى 2101 ق.م.

## من منشآت القرن 22 ق م

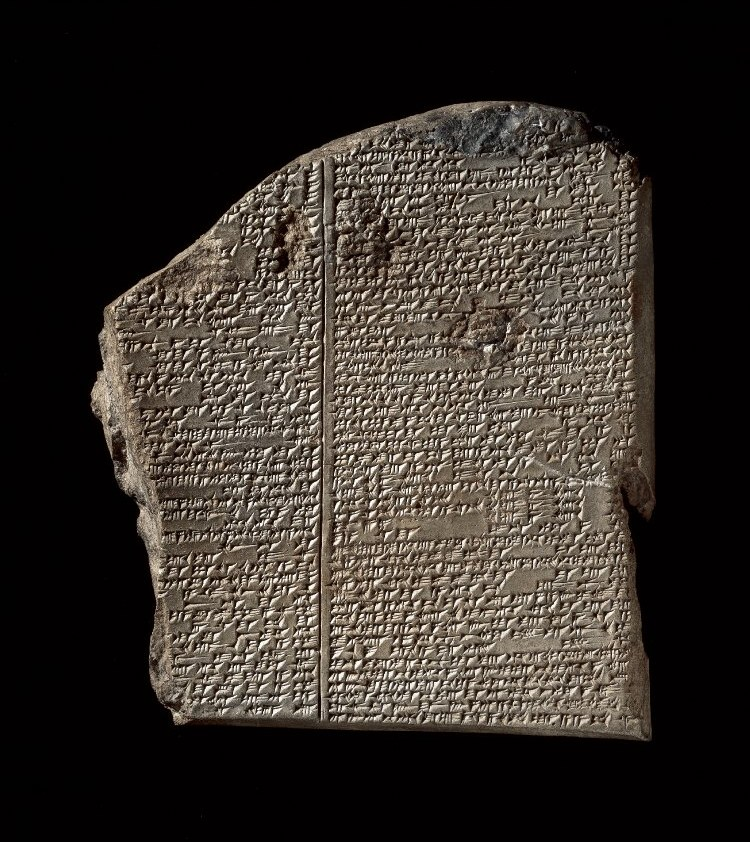
أحد ألواح ملحمة جلجامش في المتحف البريطاني

- ملحمة جلجامش هي ملحمة سومرية، من عصر سلالة أور الثالثة مكتوبة بخط مسماري على 12 لوحا طينيا اكتشفت لأول مرة عام 1853 م في موقع أثري اكتشف بالصدفة، وعرف فيما بعد أنه كان المكتبة الشخصية للملك الآشوري آشوربانيبال في نينوى في العراق ويحتفظ بالألواح الطينية التي كتبت عليها الملحمة في المتحف البريطاني. الألواح مكتوبة باللغة الأكادية ويحمل في نهايته توقيعا لشخص اسمه شين ئيقي ئونيني الذي يتصور البعض أنه كاتب الملحمة التي يعتبرها البعض أقدم قصة كتبها الإنسان.